# Stadio Eizmoos
Lo stadio Eizmoos (in tedesco Stadion Eizmoos) è uno stadio sito a Cham del Cantone di Zugo.
Ha una capienza di 1 600 spettatori (100 seduti e 1 500 in piedi). 
La capacità di 1 600 spettatori non era idonea per la Challenge League perciò nella stagione 2007-2008 lo Sport Club Cham ha disputato le partite casalinghe nello stadio Herti Allmend dove gioca il FC Zug 94 (4 900 spettatori).
In seguito nel centro sportivo sono stati costruiti 6 campi di calcio regolamentari e all'inizio della stagione 2010-2011 inaugurati gli spogliatoi sotto la nuova tribuna.